# Le Claux
Le Claux ist eine französische Gemeinde mit 161 Einwohnern (Stand 1. Januar 2022) im Département Cantal in der Region Auvergne-Rhône-Alpes; sie gehört zum Arrondissement Saint-Flour.

## Geographie
Le Claux ist ein Gebirgsdorf in den Monts du Cantal an den westlichen Ausläufern des Zentralmassivs. Der Puy Mary liegt auf dem Gebiet der Gemeinde.

## Bevölkerung
| Jahr                       | 1962 | 1968 | 1975 | 1982 | 1990 | 1999 | 2004 | 2016 |
| -------------------------- | ---- | ---- | ---- | ---- | ---- | ---- | ---- | ---- |
| Einwohner                  | 304  | 405  | 352  | 341  | 293  | 260  | 224  | 187  |
| Quellen: Cassini und INSEE |      |      |      |      |      |      |      |      |